# Villeneuve-d'Allier

Villeneuve-d'Allier este o comună în departamentul Haute-Loire, Franța. În 2009 avea o populație de 329 de locuitori.